# Kościół św. Jana w Sispony
Kościół św. Jana (kat. Sant Joan) – rzymskokatolicka świątynia w andorskim mieście Sispony.
Kościół wzniesiono w 1641 roku. Zastąpił on wcześniejszy budynek, o którym pierwsza wzmianka pochodzi z 1272.

## Architektura
Świątynia jednonawowa, wnętrze posiada barokowy wystrój. Nawa posiada dwa okna – owalne nad wejściem głównym oraz prostokątne od południa. Od północnego wschodu dostawiona jest dzwonnica.

## Galeria

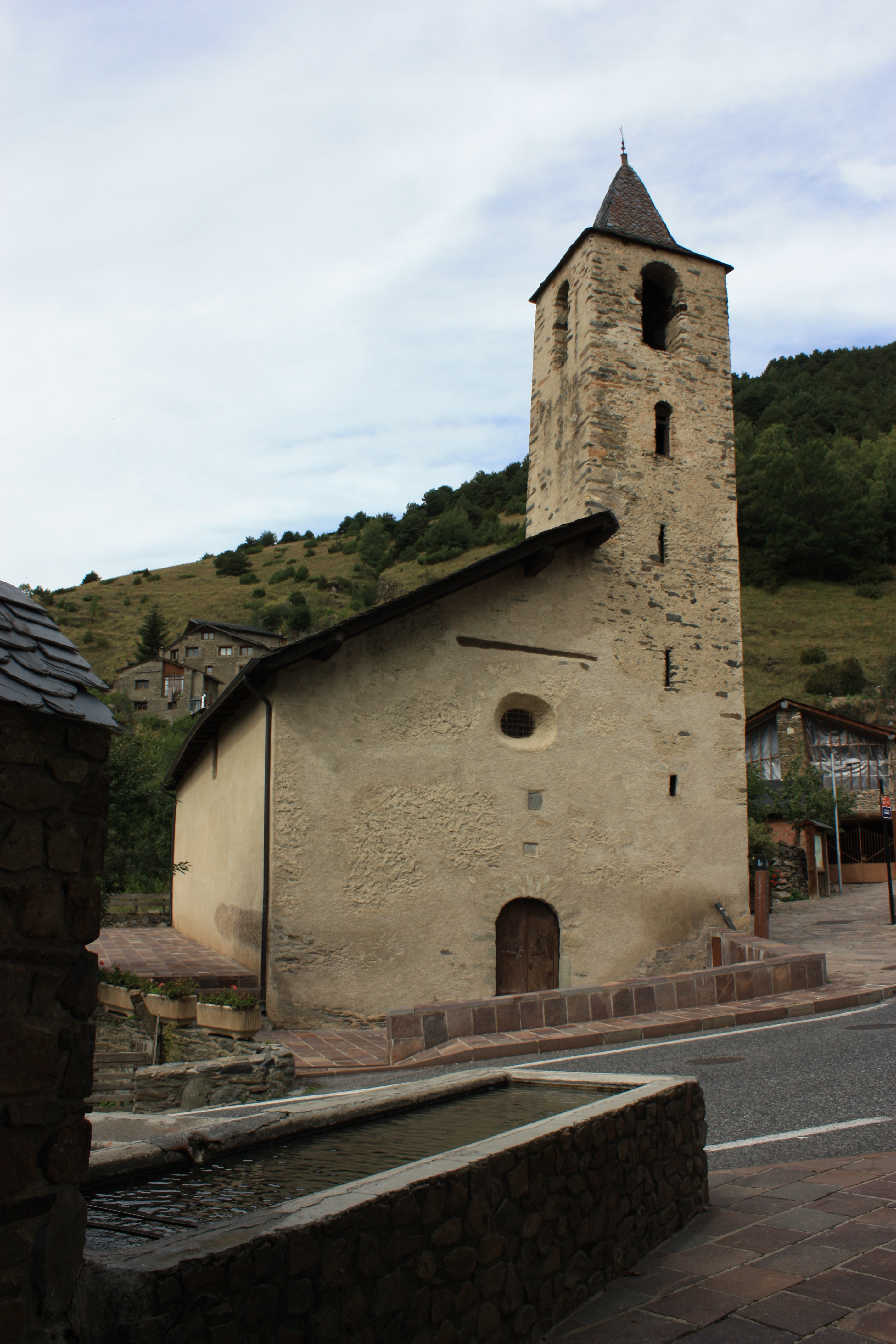
Fasada
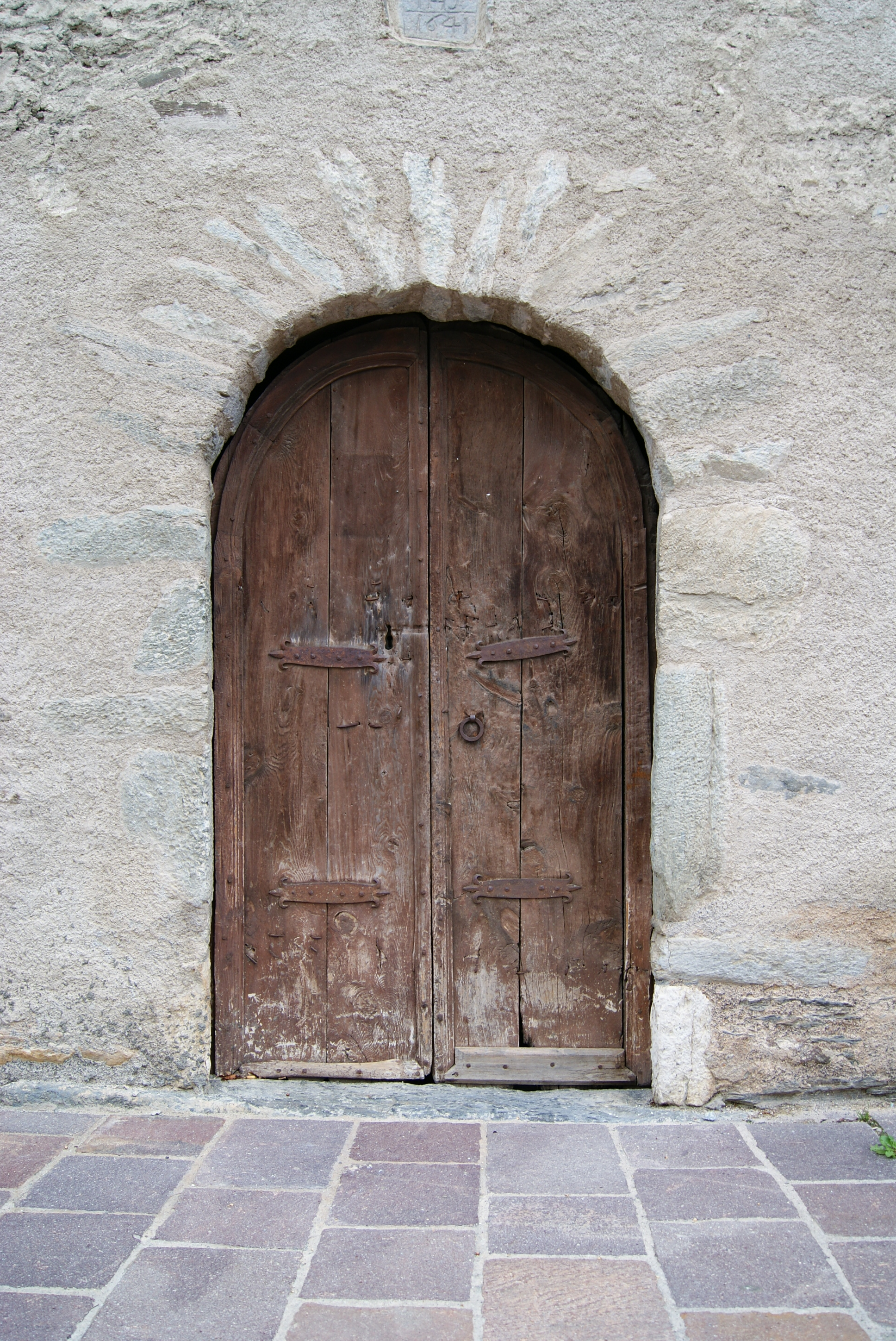
Wejście główne
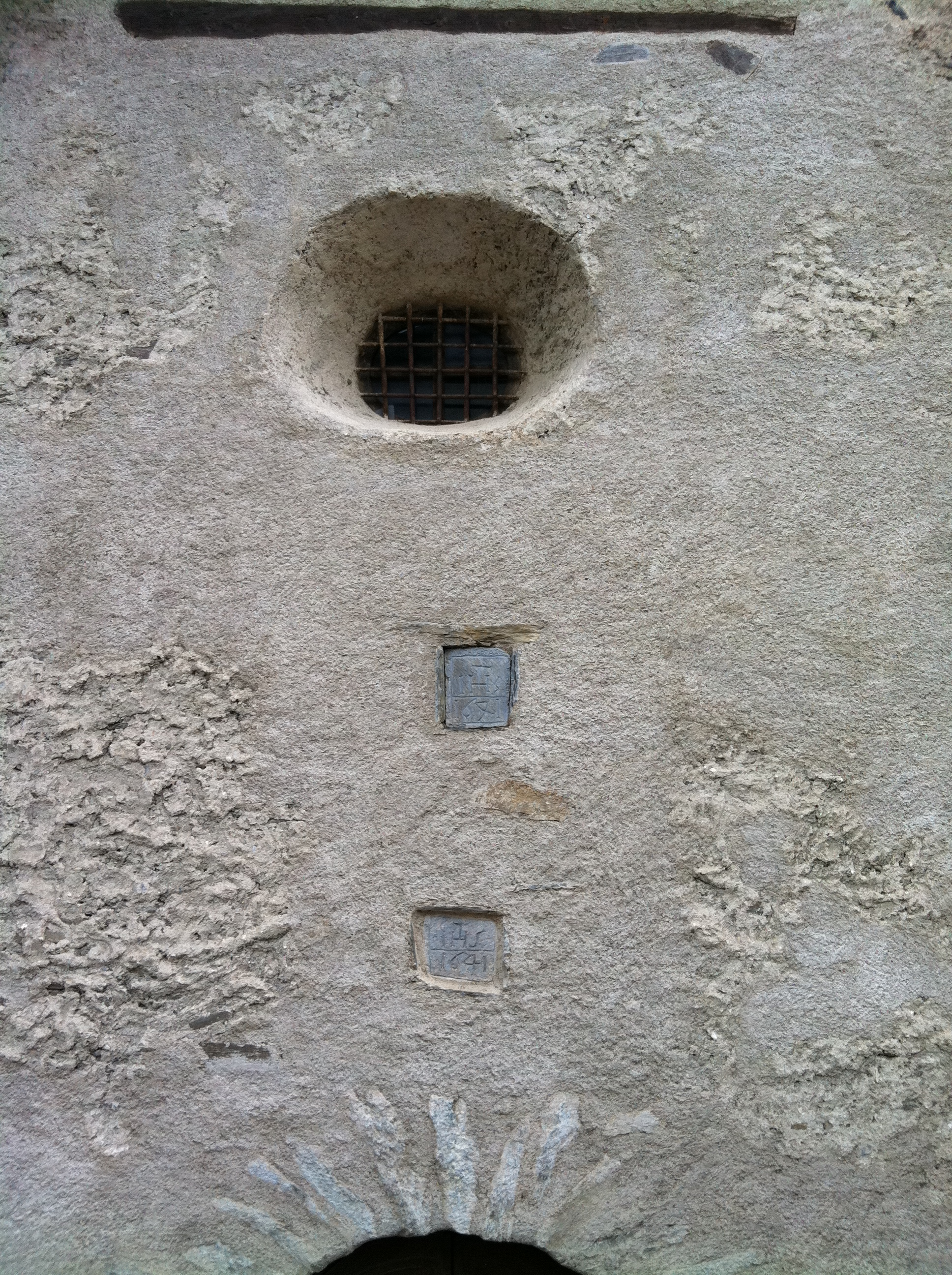
Okno w fasadzie oraz tabliczki pamiątkowe
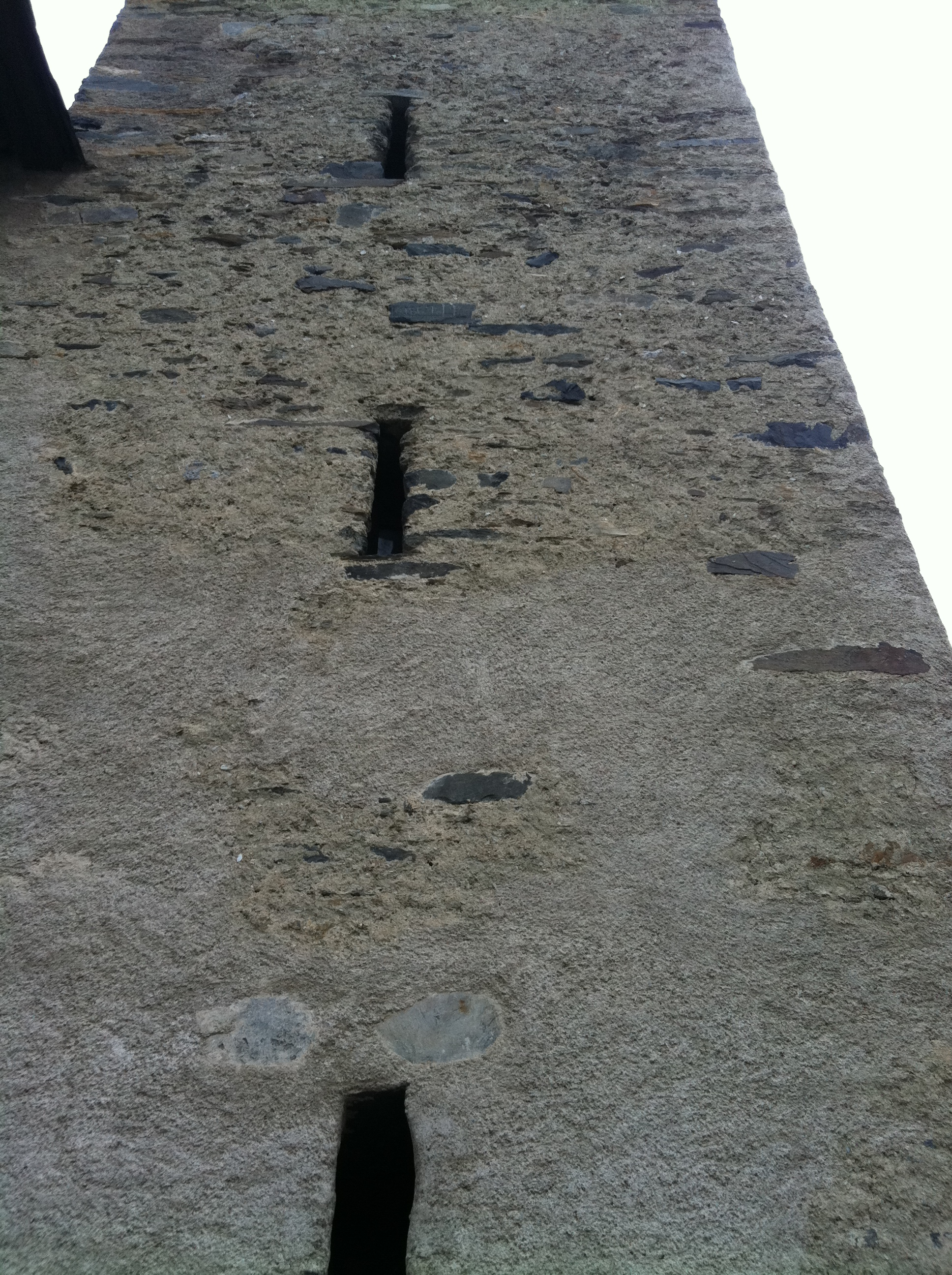
Mur wieży